# Chlorophorus durvillei
Chlorophorus durvillei là một loài bọ cánh cứng trong họ Cerambycidae.